# 唐治平
唐 治平（タン・ジーピン、1977年6月6日 - ）は、台湾の俳優。幼少期を香港、中国で過ごし、その後台湾に移住。2000年、モデルとしてデビュー後、俳優へ転身。中国技術学院卒業。

## プロフィール
- 出身 - タイ
- 身長 - 184cm
- 体重 - 75kg
- 血液型 - B型

## 人物・来歴
- 2021年、ドラマ「我家的美好時光」で第56回金鐘奨の連続ドラマ主演男優賞にノミネートされた[2]。

## 出演作品

### ドラマ
- 求婚事務所（求婚事務所〜Say Yes Enterprise〜）（2004年）- 唐冠軍 役
- 白色巨塔〜The Hospital〜（邦題：ザ・ホスピタル）（2006年、中視）- 陳寬 役
- 花樣少年少女（邦題：花ざかりの君たちへ〜花様少年少女〜）（2006年）- 梅田先生 役
- 東方茱麗葉（邦題:東京ジュリエット〜東方茱麗葉〜）（2006年、八大電視台）- 艾利歐 役
- Q狼特勤組（2006年）
- 真情伴星月（2009年、大愛電視台）- 胡光中 役
- 小洋樓（2011年）- 李冀 役
- 世間情（2013年）- 劉麥克 役
- 廉政英雄（2014年）- 程豐龍 役
- 甘味人生（2016年）- 高克強 役
- 稻香家味（2017年）- 林德村 役
- 只為你停留（2017年）- 李富錦 役
- 外鄉女（2017年）- 吳昌漢 役
- 有你陪伴（2018年）- 嚴一輝 役
- 我家的美好時光（2020年）- 冷興發 役
- 返校（2020年）- 方道勤 役